# Metoda średniej ruchomej ważonej
Zasugerowano, aby zintegrować ten artykuł z artykułem Średnia krocząca. Nie opisano powodu propozycji integracji.
Metoda średniej ruchomej ważonej – jedna z metod prognostycznych dotycząca analizy szeregów czasowych bez tendencji. Stosowana jest przy stałym poziomie zjawiska i znacznych wahaniach przypadkowych.
Reguła predykcji:
{\displaystyle {\widehat {y_{n+1}}}=\sum _{t=n-k+1}^{n}y_{t}w_{t-(n-k)}.}
Prognoza na okres n+1 równa jest ważonej średniej arytmetycznej z ostatnich k-okresów: {\displaystyle n,n-1,\dots ,n-k+1}
Wagi {\displaystyle w_{i}} powinny być dodatnie, malejące (z uwagi na starzenie się danych – informacji), oraz sumować się do jedności {\displaystyle (w_{i1}+w_{i2}+...+w_{in}=1).}
Obowiązują trzy zasady dobierania wag:
- {\displaystyle \sum _{i=1}^{k}w_{i}=1,}
- {\displaystyle w_{i}\leqslant w_{i+1},}
- {\displaystyle w_{i}\geqslant 0.}

Na przykład sprawdzamy zużycie energii elektrycznej z dwóch poprzednich okresów (sprzed roku i dwóch lat). Dobieramy wagi (dwie bo dwa poprzednie okresy) zgodnie z zasadami powyżej. Np. {\displaystyle w_{1}} niech będzie równe 0,4 {\displaystyle (w_{1}=0{,}4)} a {\displaystyle w_{2}} niech będzie równe 0,6 {\displaystyle (w_{2}=0{,}6).} Sumują się one do jedności (bo {\displaystyle w_{1}+w_{2}=1}).
Następnie mnożymy wartość empiryczną (w tym przykładzie faktyczne zużycie energii elektrycznej) sprzed dwóch lat przez wagę {\displaystyle w_{1}=0{,}4.} W kolejnym kroku mnożymy wartość empiryczną sprzed roku przez wagę {\displaystyle w_{2}=0{,}6} po czym dodajemy otrzymane wartości, a następnie dzielimy przez sumę wag, czyli 1.
Tak otrzymana wartość dla k=2 (bo dwa okresy) jest wartością prognozowaną na rok bieżący.
Możemy analogicznie do poprzedniego przykładu wziąć trzy wartości empiryczne dotyczące takiego zużycia energii, tj. z poprzedniego roku, sprzed dwóch oraz sprzed trzech lat. Wtedy musimy dobrać trzy wagi (czyli k będzie równe 3). Wyznaczamy najpierw poszczególne wagi, niech to będzie {\displaystyle w_{1}=0{,}1,} {\displaystyle w_{2}=0{,}3} i {\displaystyle w_{3}=0{,}6.} Następnie wartość empiryczną najstarszą, czyli sprzed trzech lat mnożymy przez {\displaystyle w_{1}=0{,}1,} wartość empiryczną sprzed dwóch lat mnożymy przez {\displaystyle w_{2}=0{,}3} a wartość empiryczną z ubiegłego roku mnożymy przez {\displaystyle w_{3}=0{,}6.} Tak wyliczone wartości dodaje się do siebie, a następnie otrzymaną sumę należy podzielić przez sumę wag {\displaystyle (0{,}1+0{,}3+0{,}6=1)} zgodnie z zasadą wyliczania średniej arytmetycznej ważonej. I tu znowu otrzymany wynik jest wartością prognozowaną na kolejny okres, czyli w naszym przykładzie na rok bieżący.